# Atletismo nos Jogos Olímpicos de Verão de 2024 - 400 m com barreiras masculino
A prova dos 400 m com barreiras masculino do atletismo nos Jogos Olímpicos de Verão de 2024 ocorreu entre 5 e 9 de agosto de 2024 no Stade de France, em Paris. Um total de 39 atletas de 25 Comitês Olímpicos Nacionais (CON) participaram do evento.

## Qualificação
Cada Comitê Olímpico Nacional (CON) poderia inscrever no máximo três atletas qualificados em cada evento individual. Para os 400 metros com barreiras masculino, o período de qualificação foi entre 1 de julho de 2023 a 30 de junho de 2024.

## Formato
O evento sofreu alterações em relação as últimas edições com a introdução de uma fase de repescagem. Na primeira rodada, cinco baterias são realizadas, com os três primeiros colocados em cada uma e os três melhores tempos no geral avançando para as semifinais. Os demais atletas disputam uma repescagem, composta de três baterias, onde os dois primeiras de cada uma também avançam às semifinais. Nas semifinais, os dois primeiros colocadas em cada uma das três baterias e os dois melhores tempos no geral avançam para a final.

## Calendário
Horário local (UTC+2)
| Data                | Horário | Fase            |
| ------------------- | ------- | --------------- |
| 5 de agosto de 2024 | 10:05   | Primeira rodada |
| 6 de agosto de 2024 | 12:00   | Repescagem      |
| 7 de agosto de 2024 | 19:35   | Semifinais      |
| 9 de agosto de 2024 | 21:45   | Final           |

## Medalhistas
| Ouro   | USA Rai Benjamin      |
| Prata  | NOR Karsten Warholm   |
| Bronze | BRA Alison dos Santos |

## Recordes
Antes desta competição, os recordes mundiais e olímpicos da prova eram os seguintes:
| Tipo | Atleta          | Tempo (s) | Local  | Data                  |
| ---- | --------------- | --------- | ------ | --------------------- |
|      | Karsten Warholm | 45.94     | Tóquio | 3 de setembro de 2021 |
|      | Karsten Warholm | 45.94     | Tóquio | 3 de setembro de 2021 |

## Resultados

### Primeira rodada
Os quatro primeiros de cada bateria (Q) e os três seguintes com os tempos mais rápidos no geral (q) avançam às semifinais; os restantes disputam a repescagem.

#### Bateria 1
| Pos. | Raia | Atleta          | CON                          | Tempo | Notas |
| ---- | ---- | --------------- | ---------------------------- | ----- | ----- |
| 1    | 7    | Rai Benjamin    | USA Estados Unidos           | 48.82 | Q     |
| 2    | 6    | Jaheel Hyde     | JAM Jamaica                  | 49.08 | Q     |
| 3    | 2    | Kyron McMaster  | IVB Ilhas Virgens Britânicas | 49.24 | Q     |
| 4    | 4    | Carl Bengtström | SWE Suécia                   | 49.34 | Re    |
| 5    | 5    | Bassem Hemeida  | QAT Catar                    | 49.82 | Re,   |
| 6    | 8    | Daiki Ogawa     | JPN Japão                    | 50.21 | Re    |
| 7    | 3    | Matic Ian Guček | SLO Eslovênia                | 50.30 | Re    |

#### Bateria 2
| Pos. | Raia | Atleta            | CON                      | Tempo | Notas |
| ---- | ---- | ----------------- | ------------------------ | ----- | ----- |
| 1    | 5    | Karsten Warholm   | NOR Noruega              | 47.57 | Q     |
| 2    | 9    | Clément Ducos     | FRA França               | 47.69 | Q,    |
| 3    | 7    | Abderrahman Samba | QAT Catar                | 48.35 | Q     |
| 4    | 8    | Yeral Núñez       | DOM República Dominicana | 48.67 | Re    |
| 5    | 4    | Trevor Bassitt    | USA Estados Unidos       | 49.38 | Re    |
| 6    | 2    | Vít Müller        | CZE Chéquia              | 49.44 | Re    |
| 7    | 6    | Oskar Edlund      | SWE Suécia               | 49.74 | Re    |
| 8    | 3    | Xie Zhiyu         | CHN China                | 49.90 | Re    |

#### Bateria 3
| Pos. | Raia | Atleta            | CON                | Tempo | Notas |
| ---- | ---- | ----------------- | ------------------ | ----- | ----- |
| 1    | 5    | Rasmus Mägi       | EST Estônia        | 48.62 | Q     |
| 2    | 6    | CJ Allen          | USA Estados Unidos | 48.64 | Q     |
| 3    | 2    | Alison dos Santos | BRA Brasil         | 48.75 | Q     |
| 4    | 9    | Emil Agyekum      | GER Alemanha       | 49.38 | Re    |
| 5    | 3    | Victor Ntweng     | BOT Botsuana       | 49.59 | Re    |
| 6    | 8    | Julien Bonvin     | SUI Suíça          | 49.82 | Re    |
| 7    | 7    | Kaito Tsutsue     | JPN Japão          | 50.50 | Re    |
| 8    | 4    | Yasmani Copello   | TUR Turquia        | 50.72 | Re    |

#### Bateria 4
| Pos. | Raia | Atleta             | CON               | Tempo | Notas |
| ---- | ---- | ------------------ | ----------------- | ----- | ----- |
| 1    | 8    | Roshawn Clarke     | JAM Jamaica       | 48.17 | Q     |
| 2    | 3    | Ezekiel Nathaniel  | NGR Nigéria       | 48.38 | Q     |
| 3    | 7    | Wilfried Happio    | FRA França        | 48.42 | Q     |
| 4    | 4    | Alessandro Sibilio | ITA Itália        | 48.43 | q     |
| 5    | 5    | Wiseman Mukhobe    | KEN Quênia        | 48.58 | q     |
| 6    | 9    | Nick Smidt         | NED Países Baixos | 48.64 | q,    |
| 7    | 6    | Gerald Drummond    | CRC Costa Rica    | 48.80 | Re    |
| 8    | 2    | Constantin Preis   | GER Alemanha      | 49.99 | Re    |

#### Bateria 5
| Pos. | Raia | Atleta            | CON              | Tempo | Notas |
| ---- | ---- | ----------------- | ---------------- | ----- | ----- |
| 1    | 2    | Malik James-King  | JAM Jamaica      | 48.21 | Q     |
| 2    | 6    | Matheus Lima      | BRA Brasil       | 48.90 | Q     |
| 3    | 9    | Alastair Chalmers | GBR Grã-Bretanha | 48.98 | Q     |
| 4    | 7    | Joshua Abuaku     | GER Alemanha     | 49.00 | Re    |
| 5    | 3    | Berke Akçam       | TUR Turquia      | 49.48 | Re    |
| 6    | 4    | Ken Toyoda        | JPN Japão        | 53.62 | Re    |
|      | 8    | Ismail Abakar     | QAT Catar        | DNF   |       |
|      | 5    | Peng Ming-yang    | TPE Taipé Chinês | DNF   |       |

### Repescagem
Os dois primeiros de cada bateria (Q) avançam às semifinais.

#### Repescagem 1
| Pos. | Raia | Atleta          | CON                | Tempo | Notas                |
| ---- | ---- | --------------- | ------------------ | ----- | -------------------- |
| 1    | 6    | Trevor Bassitt  | USA Estados Unidos | 48.64 | Q                    |
| 2    | 4    | Emil Agyekum    | GER Alemanha       | 48.67 | Q                    |
| 3    | 7    | Vít Müller      | CZE Chéquia        | 48.96 |                      |
| 4    | 8    | Oskar Edlund    | SWE Suécia         | 48.99 |                      |
| 5    | 3    | Daiki Ogawa     | JPN Japão          | 49.25 |                      |
| 6    | 2    | Bassem Hemeida  | QAT Catar          | 49.64 | Recorde da temporada |
|      | 5    | Yasmani Copello | TUR Turquia        | DNS   |                      |

#### Repescagem 2
| Pos. | Raia | Atleta           | CON            | Tempo | Notas |
| ---- | ---- | ---------------- | -------------- | ----- | ----- |
| 1    | 8    | Carl Bengtström  | SWE Suécia     | 48.63 | Q     |
| 2    | 4    | Gerald Drummond  | CRC Costa Rica | 48.78 | Q     |
| 3    | 5    | Victor Ntweng    | BOT Botsuana   | 48.88 |       |
| 4    | 7    | Matic Ian Guček  | SLO Eslovênia  | 49.06 |       |
| 5    | 3    | Constantin Preis | GER Alemanha   | 51.02 |       |
|      | 3    | Kaito Tsutsue    | JPN Japão      | DNS   |       |

#### Repescagem 3
| Pos. | Raia | Atleta        | CON                      | Tempo | Notas |
| ---- | ---- | ------------- | ------------------------ | ----- | ----- |
| 1    | 5    | Berke Akçam   | TUR Turquia              | 48.72 | Q     |
| 2    | 6    | Joshua Abuaku | GER Alemanha             | 48.87 | Q,    |
| 3    | 3    | Julien Bonvin | SUI Suíça                | 49.08 |       |
| 4    | 8    | Xie Zhiyu     | CHN China                | 49.59 |       |
| 5    | 7    | Yeral Núñez   | DOM República Dominicana | 53.68 |       |
|      | 4    | Ken Toyoda    | JPN Japão                | DNS   |       |

### Semifinal
Os dois primeiros de cada bateria (Q) e os dois seguintes com os tempos mais rápidos no geral (q) avançam à final.

#### Semifinal 1
| Pos. | Raia | Atleta            | CON                | Tempo | Notas |
| ---- | ---- | ----------------- | ------------------ | ----- | ----- |
| 1    | 7    | Karsten Warholm   | NOR Noruega        | 47.67 | Q     |
| 2    | 6    | Clément Ducos     | FRA França         | 47.85 | Q     |
| 3    | 9    | Alison dos Santos | BRA Brasil         | 47.95 | q     |
| 4    | 2    | Trevor Bassitt    | USA Estados Unidos | 48.29 |       |
| 5    | 5    | Ezekiel Nathaniel | NGR Nigéria        | 48.65 |       |
| 6    | 4    | Nick Smidt        | NED Países Baixos  | 49.61 |       |
| 7    | 8    | Jaheel Hyde       | JAM Jamaica        | 50.03 |       |
| 8    | 3    | Joshua Abuaku     | GER Alemanha       | 50.19 |       |

#### Semifinal 2
| Pos. | Raia | Atleta             | CON                          | Tempo | Notas |
| ---- | ---- | ------------------ | ---------------------------- | ----- | ----- |
| 1    | 4    | Kyron McMaster     | IVB Ilhas Virgens Britânicas | 48.15 | Q     |
| 2    | 7    | Rasmus Mägi        | EST Estônia                  | 48.16 | Q     |
| 3    | 5    | Abderrahman Samba  | QAT Catar                    | 48.20 | q     |
| 4    | 8    | CJ Allen           | USA Estados Unidos           | 48.44 |       |
| 5    | 3    | Emil Agyekum       | GER Alemanha                 | 48.78 |       |
| 6    | 9    | Alessandro Sibilio | ITA Itália                   | 48.79 |       |
| 7    | 6    | Malik James-King   | JAM Jamaica                  | 48.85 |       |
| 8    | 2    | Berke Akçam        | TUR Turquia                  | 49.12 |       |

#### Semifinal 3
| Pos. | Raia | Atleta            | CON                | Tempo | Notas |
| ---- | ---- | ----------------- | ------------------ | ----- | ----- |
| 1    | 5    | Rai Benjamin      | USA Estados Unidos | 47.85 | q     |
| 2    | 8    | Roshawn Clarke    | JAM Jamaica        | 48.34 | q     |
| 3    | 7    | Wilfried Happio   | FRA França         | 48.66 |       |
| 4    | 6    | Matheus Lima      | BRA Brasil         | 49.08 |       |
| 5    | 4    | Wiseman Mukhobe   | KEN Quênia         | 49.22 |       |
| 6    | 3    | Carl Bengtström   | SWE Suécia         | 49.56 |       |
| 7    | 2    | Gerald Drummond   | CRC Costa Rica     | 49.68 |       |
| 8    | 9    | Alastair Chalmers | GBR Grã-Bretanha   | 56.52 |       |

### Final

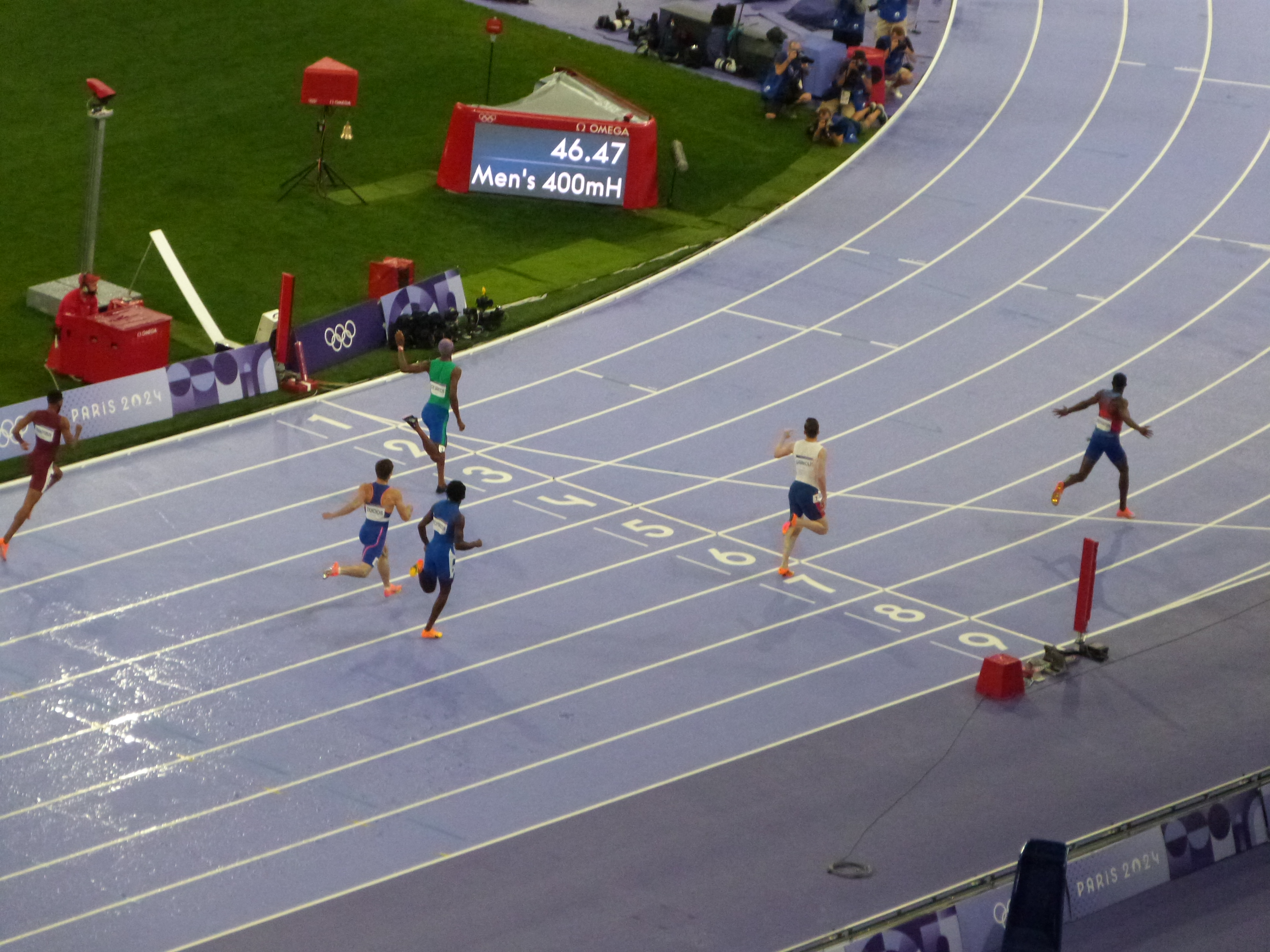
Atletas cruzando a linha de chegada

Os atletas que cruzarem a linha de chegada nos menores tempos conquistam as medalhas.
| Pos.              | Raia | Atleta            | CON                          | Reação | Tempo | Notas                |
| ----------------- | ---- | ----------------- | ---------------------------- | ------ | ----- | -------------------- |
| Medalha de ouro   | 8    | Rai Benjamin      | USA Estados Unidos           | 0.171  | 46.46 | =                    |
| Medalha de prata  | 7    | Karsten Warholm   | NOR Noruega                  | 0.152  | 47.06 |                      |
| Medalha de bronze | 3    | Alison dos Santos | BRA Brasil                   | 0.167  | 47.26 |                      |
| 4                 | 5    | Clément Ducos     | FRA França                   | 0.162  | 47.76 |                      |
| 5                 | 6    | Kyron McMaster    | IVB Ilhas Virgens Britânicas | 0.143  | 47.79 | Recorde da temporada |
| 6                 | 2    | Abderrahman Samba | QAT Catar                    | 0.169  | 47.98 |                      |
| 7                 | 4    | Rasmus Mägi       | EST Estônia                  | 0.175  | 52.53 |                      |
|                   | 9    | Roshawn Clarke    | JAM Jamaica                  | 0.195  | DNF   |                      |

Legenda
| Recorde mundial      | Recorde mundial (World record)               |                       | Recorde africano                      | Recorde africano (African) |                                           | Q | Classificado por posição (Qualified) |
| Recorde olímpico     | Recorde olímpico (Olympic record)            | Recorde da América    | Recorde da América (Americas)         | q                          | Classificado por melhor tempo (Qualified) |   |                                      |
| Melhor marca do ano  | Melhor marca do ano (World leading)          | Recorde asiático      | Recorde asiático (Asian)              | DNS                        | Não largou (Did not start)                |   |                                      |
| Recorde nacional     | Recorde nacional (National record)           | Recorde europeu       | Recorde europeu (European)            | DNF                        | Não terminou (Did not finish)             |   |                                      |
| Recorde pessoal      | Recorde pessoal do atleta (Personal best)    | Recorde da Oceania    | Recorde da Oceania (Oceania)          | DSQ / DQ                   | Desclassificado (Disqualified)            |   |                                      |
| Recorde da temporada | Recorde da temporada do atleta (Season best) | Recorde sul-americano | Recorde sul-americano (South America) | NM                         | Sem marca (No mark)                       |   |                                      |